# Eowils y Halfdan
Eowils y Halfdan (nórdico antiguo: Ásl o Auðgísl / Hálfdan, m. 910) fueron dos caudillos vikingos que gobernaron posiblemente en diarquía parte del reino de Northumbria, Inglaterra. Es probable que Ingwær (Ingvar), un tercer caudillo, gobernase también una parte del reino tras la muerte de Æthelwold de Wessex a manos de Eduardo el Viejo en 902, como se cita en el Chronicon del cronista Æthelweard donde se menciona a un tercer monarca [Ingvar] entre otros muchos nobles caudillos.
Gobernaron lo que sería el germen del reino vikingo de York durante ocho años. El incremento de la presencia vikinga en York se hizo insostenible tras la llegada de refugiados desde el reino de Dublín que fueron expulsados en 902. Pese a las negociaciones y tratados del año 906, los vikingos comenzaron una campaña de hostigamiento e incursiones en las costas de Wessex en 909 y se enfrentaron al rey de Inglaterra en la batalla de Tettenhall donde fueron derrotados y sus cuerpos abandonados en el campo de batalla el 5 de agosto de 910.
Otro vikingo, Ragnall ua Ímair de la poderosa dinastía hiberno-nórdica Uí Ímair ocuparía no mucho más tarde el trono de Jórvik, aprovechando el vacío de poder y las constantes luchas fronterizas entre el reino de Mercia y el reino de Wessex, aliados ocasionales frente a los invasores daneses.